# Mercyful fate
Mercyful Fate是一支丹麦重金属乐队，在1981年成立于哥本哈根。乐队起初在1981年至1985年期间活跃，随后因为乐队成员的理念分歧而解散，主唱King Diamond成立了以自己名字命名的乐队。乐队在1992年重组，并于1992-1999年期间达到了巅峰，然而随后主唱King Diamond决定继续进行个人发展，其他成员则成立了Force of Evil乐队。Mercyful Fate作为第一波黑金属浪潮的领军者之一，对于黑金属，激流金属，力量金属以及前卫金属的发展有着重要的影响。